# Udayapur (huyện)
Udayapur (tiếng Nepal:उदयपुर) là một huyện thuộc khu Sagarmatha, vùng Đông Nepal, Nepal. Huyện này có diện tích 2063 km², dân số thời điểm năm 2011 là 317532 người.

## Dân số
Biến động dân số giai đoạn 1952-2001:
| Năm    | 1952  | 1961  | 1971   | 1981   | 1991   | 2001   | 2011   |
| ------ | ----- | ----- | ------ | ------ | ------ | ------ | ------ |
| Dân số | 88565 | 89429 | 112622 | 159805 | 221256 | 287689 | 317532 |